# 힐베르트 스킴
대수기하학에서, 힐베르트 스킴(영어: Hilbert scheme)은 어떤 스킴의 부분 스킴들의 모듈라이 공간인 스킴이다. 모든 사영 대수다양체는 힐베르트 스킴을 가진다. 이 경우, 섬세한 모듈러스 공간의 정의에서, 부분 스킴의 족은 평탄 사상을 뜻한다. 평탄 사상의 올들은 같은 힐베르트 다항식을 가지므로, 힐베르트 스킴은 각 힐베르트 다항식에 대응하는 성분들로 분해된다.

## 정의
다음이 주어졌다고 하자.
- 스킴 {\displaystyle K}
- 스킴 {\displaystyle S}, {\displaystyle X} 및 스킴 사상 {\displaystyle T\to K\leftarrow X}. 즉, {\displaystyle S/K}와 {\displaystyle X/K}는 {\displaystyle K} 위의 스킴이며, 조각 범주 {\displaystyle \operatorname {Sch} /K}의 대상이다.

그렇다면, {\displaystyle K} 위의, 매개 변수 공간 {\displaystyle S}에 대한 {\displaystyle X}의 부분 스킴의 족(영어: family of subschemes of {\displaystyle X} parametrized by {\displaystyle S})은 닫힌 부분 스킴
{\displaystyle Y\subseteq X\times _{K}S}
가운데, 표준적 {\displaystyle K}-스킴 사상
{\displaystyle Y/K\to S/K}
이 평탄 사상인 것이다. {\displaystyle S}에 대한 {\displaystyle X}의 부분 스킴의 족의 집합을 {\displaystyle \operatorname {Hilb} _{X/K}(S)}라고 하자.
{\displaystyle K}-스킴 사상 {\displaystyle f\colon S'/K\to S/K} 및 {\displaystyle S} 위의 부분 스킴의 족 {\displaystyle Y\subseteq X\times _{K}S}이 주어졌을 때, 사상
{\displaystyle (X,f)\colon X\times _{K}S'\to X\times _{K}S}
아래 {\displaystyle X}의 원상
{\displaystyle Y'\subseteq X\times _{K}S'}
을 정의할 수 있다. 즉, {\displaystyle \operatorname {Hilb} _{X/K}}는
- {\displaystyle K} 위의 조각 범주의 반대 범주 {\displaystyle (\operatorname {Sch} /K)^{\operatorname {op} }}에서
- 집합과 함수의 범주 {\displaystyle \operatorname {Set} }로 가는

함자를 정의한다. 즉, 이는 {\displaystyle \operatorname {Sch} /K} 위의 준층이다.
만약 이 함자가 표현 가능 함자라면, 이를 표현하는 스킴을 {\displaystyle \operatorname {Hilb} _{\mathbb {P} ^{n}}}이라고 한다. 즉, 표준적으로
{\displaystyle \hom _{\operatorname {Sch} /K}(S,\operatorname {Hilb} _{X/K})=\operatorname {Hilb} _{X/K}(S)}
이다.
물론, {\displaystyle K=\operatorname {Spec} \mathbb {Z} }로 놓아, 절대적 힐베르트 스킴을 정의할 수 있다. 이 경우
{\displaystyle \hom _{\operatorname {Sch} }(S,\operatorname {Hilb} _{X})=\operatorname {Hilb} _{X}(S)}
이다.

## 성질

### 존재
만약 {\displaystyle S}가 국소 뇌터 스킴이며, {\displaystyle X/S}가 사영 스킴이라면, {\displaystyle \operatorname {Hilb} _{X/S}}가 존재한다.
특히, 정수 계수의 사영 공간
{\displaystyle \mathbb {P} _{\mathbb {Z} }^{n}=\operatorname {Proj} [x_{0},x_{1},\dotsc ,x_{n}]}
은 힐베르트 스킴을 갖는다.
반면, 힐베르트 스킴을 갖지 않는 대수다양체가 존재한다. 구체적으로, 히로나카 헤이스케는 사영 대수다양체가 아닌 어떤 복소수 비특이 완비 대수다양체 {\displaystyle X}에 대하여, 대수 공간 {\displaystyle X^{2}/\operatorname {Sym} (2)}가 스킴으로서 존재하지 않음을 보였으며, 이에 따라 모듈러스 공간 {\displaystyle \operatorname {Hilb} _{X}(2)}는 스킴이 아니다.

### 힐베르트 다항식으로의 분해
{\displaystyle K}가 국소 뇌터 스킴이며, {\displaystyle X=\mathbb {P} _{K}^{n}=\mathbb {P} _{\mathbb {Z} }^{n}\times K}가 {\displaystyle K} 계수의 사영 공간이라고 하자. 그렇다면, 그 {\displaystyle K}-부분 스킴에 대하여 힐베르트 다항식을 정의할 수 있다. 이는 유리수 계수 다항식이다.
평탄 스킴 족의 올들은 같은 힐베르트 다항식을 갖는다. 따라서, 힐베르트 스킴은 각 힐베르트 다항식에 대한 성분들의 분리합집합이다.
{\displaystyle \operatorname {Hilb} _{\mathbb {P} _{K}^{n}/K}=\bigsqcup _{p\in \mathbb {Q} [x]}\operatorname {Hilb} _{\mathbb {P} _{K}^{n}/K}(p)}
즉, 각 유리수 계수 다항식 {\displaystyle p\in \mathbb {Q} [x]}에 대하여, {\displaystyle \operatorname {Hilb} _{\mathbb {P} _{K}^{n}/K}(p)}는 힐베르트 다항식이 {\displaystyle p}인 닫힌 부분 스킴의 모듈라이 공간이다.

### 사영 공간의 힐베르트 스킴의 구성
정수 계수 사영 공간 {\displaystyle \mathbb {P} _{\mathbb {Z} }^{n}}의 힐베르트 스킴 {\displaystyle \operatorname {Hilb} _{\mathbb {P} _{\mathbb {Z} }^{n}}}은 다음과 같이 구체적으로 구성된다.
다항식 {\displaystyle p\in \mathbb {Q} [t]}의 고츠만 수(Gotzmann數, 영어: Gotzmann number)는 다음 조건을 만족시키는 최소의 자연수 {\displaystyle D}이다.
- {\displaystyle \mathbb {Z} [x_{0},x_{1},\dotsc ,x_{n}]}의 임의의 포화 아이디얼 {\displaystyle {\mathfrak {I}}\subseteq \mathbb {Z} [x_{0},x_{1},\dotsc ,x_{n}]}, {\displaystyle {\mathfrak {I}}=\textstyle \bigcup _{i=1}^{\infty }({\mathfrak {I}}:(x_{0},x_{1},\dotsc ,x_{n})^{i})}에 대하여, 만약 {\displaystyle {\mathfrak {I}}}의 힐베르트 다항식이 {\displaystyle p}라면, {\displaystyle {\mathfrak {I}}}는 {\displaystyle D}차 이하의 생성원만으로부터 생성될 수 있다.

힐베르트 스킴 {\displaystyle \operatorname {Hilb} _{\mathbb {P} ^{n}}(p)}는 구체적으로 다음과 같이 표현될 수 있다.
{\displaystyle \operatorname {Hilb} _{\mathbb {P} ^{n}}(p)=\left\{(V,W)\in \operatorname {Grass} \left({\binom {n+D}{n}}-p(D),\mathbb {Z} [x_{0},x_{1},\dotsc ,x_{n}]_{D}\right)\times \operatorname {Grass} \left({\binom {n+D}{n}}-p(D),\mathbb {Z} [x_{0},x_{1},\dotsc ,x_{n}]_{D}\right)\colon \forall i\colon x_{i}V\subseteq W\right\}}
여기서
- {\displaystyle \operatorname {Grass} (a,V)}는 벡터 공간 {\displaystyle V} 속의 {\displaystyle a}차원 부분 벡터 공간의 모듈라이 공간인 그라스만 다양체이다.
- {\displaystyle D\in \mathbb {N} }는 {\displaystyle p}의 고츠만 수이다.
- {\displaystyle \mathbb {Z} [x_{0},x_{1},\dotsc ,x_{n}]_{D}}는 변수 {\displaystyle x_{0},x_{1},\dotsc ,x_{n}}에 대한 {\displaystyle D}차 동차다항식들의 공간이다.
- {\displaystyle \textstyle {\binom {a}{b}}}는 이항 계수이다.

## 예
임의의 국소 뇌터 스킴 {\displaystyle X}에 대하여, 힐베르트 다항식이 상수 {\displaystyle n}인 힐베르트 스킴 {\displaystyle \operatorname {Hilb} _{X}(n)}을 생각하자. 이는 {\displaystyle X} 위의 {\displaystyle n}개의 점으로 구성된 아르틴 부분 스킴의 모듈라이 공간이며, 따라서 짜임새 공간 {\displaystyle X^{n}/\operatorname {Sym} (n)}이다 ({\displaystyle \operatorname {Sym} (n)}은 대칭군). 특히, {\displaystyle \operatorname {Hilb} _{X}(1)=X}이다.

## 같이 보기
- 모듈라이 공간
- 지겔 모듈러 다양체

## 참고 문헌
- Nitsure, Nitin. “Construction of Hilbert and Quot schemes” (영어). arXiv:math/0504590.
- Habibi, S. (2009). 《Hilbert and Quot schemes》 (영어). 석사 학위 논문 (지도 교수: L. Barbieri Viale). Université de Bordeaux Ⅺ.